# Silezisch (Slavische taal)
Het Silezisch (ślōnsko godka, ślōnski, soms ook: pō našymu), ook bekend onder de naam Hoogsilezisch of Oppersilezisch, is een Slavische taal die wordt gesproken in Opper-Silezië, een regio in Polen en in Tsjechië. In 2011 verklaarden ongeveer 509.000 personen het Silezisch als moedertaal te hebben. Het werkelijke aantal personen dat de Silezische taal spreekt wordt geschat op 1.250.000 mensen.
Het Silezisch is sterk verwant aan het Pools. Daarom wordt het door sommige taalkundigen ook beschouwd als een dialect van het Pools.

## Alfabet
Tot 2006 was er geen afzonderlijk Silezisch alfabet, men gebruikte het Poolse alfabet. In 2006 werd het Silezische alfabet uitgevonden, als tussenoplossing voor de verschillende Silezische dialecten (daar zijn er tien van). Het wordt gebruikt op internet en de Silezische Wikipedia.
Aa Bb Cc Ćć Čč Dd Ee Ff Gg Hh Ii Jj Kk Ll Mm Nn Ńń Oo Pp Rr Řř Ss Śś Šš Tt Uu Ůů Ww Yy Zz Źź Žž
En sommige digrafen: Ch Dz Dź Dž.